# Buchnera subcapitata
Buchnera subcapitata är en snyltrotsväxtart som beskrevs av Adolf Engler. Buchnera subcapitata ingår i släktet Buchnera och familjen snyltrotsväxter. Inga underarter finns listade i Catalogue of Life.